# Michael Malarkey
Michael Malarkey (* 21. červen 1983) je britsko-americký herec a zpěvák známý především ze seriálu Upíří deníky, kde ztvárnil postavu Enza.

## Život
Narodil v Bejrútu v Libanonu Američanovi irského původu a Angličanky arabsko-italského původu. Rodina se usadila v Yellow Springs, Ohio. Michael je nejstarší ze tří bratrů (Daniel, Kevin). V 2006 Malarkey odcestoval do Londýna v Anglii aby mohl studovat na London Academy of Music and Dramatic Art.

## Kariéra
Jeho začátky jsou na londýnských pódiích, kde se objevil v různých divadelních produkcích jako Spring Storm, Beyond the Horizon nebo v adaptaci Velký Gatsby v roli Jaye Gatsbyho či v muzikály Million Dollar Quartet v roli Elvise Presleyho.
Malarkey se také objevil v krátkých filmech Good Morning Rachel (2009), Duše traktoru (2012) a v televizním filmu Impirioso. Zlom v kariéře nastal s rolí Lorenza (Enza) v seriálu Upíří deníky. V seriálu se začal objevovat v 5. řadě. V roce 2017 si zahrál Dizela ve filmu Jean-Claude Van Johnson a ve filmech The Oath a A Violent Seperation.
V září 2017 vydal album Mongrels a hudební videa k písničkám „Uncomfortably Numb“ a „Mongrels“.

## Osobní život
V roce 2009 se oženil s herečkou Nadine Lewington, se kterou má dva chlapečky, Marlona Antonia a Huga Konstantina.

## Filmografie

### Film
| Rok  | Název                | Role         | Poznámky            |
| ---- | -------------------- | ------------ | ------------------- |
| 2009 | Good Morning Rachel  | Peter        | krátkometrážní film |
| 2012 | Duše traktoru        | kovboj       | krátkometrážní film |
| 2013 | Impirioso            | Bruno        |                     |
| 2015 | Oliver's Landing     | Milo         | krátkometrážní film |
| 2018 | A Violent Separation | Cinch Barton |                     |

### Televize
| Rok       | Název                   | Role                  | Poznámky                                                   |
| --------- | ----------------------- | --------------------- | ---------------------------------------------------------- |
| 2001      | S dětmi na krku         | majitel hudebnin      | díl: „ You Can't Always Get What You Want “                |
| 2011      | Zvědavost               | Milton Long           | díl: „What Sank Titanic?“                                  |
| 2012      | Temné události          | Frank Geyser/Alter    | 2 díly                                                     |
| 2013      | Raw                     | Anthony               | 4 díly                                                     |
| 2013      | The Selection           | Prince Maxon          | neprodaný televizní pilot                                  |
| 2013–2017 | Upíří deníky            | Lorenzo St. John      | vedlejší role (5. řada), hlavní role (6.–8. řada), 72 dílů |
| 2017      | Jean-Claude Van Johnson | Dizel                 | díl: „What Year Do You Think This Is?“                     |
| 2018      | The Oath                | Sam Foster            | 11 dílů                                                    |
| 2019      | Project Blue Book       | kapitán Michael Quinn | hlavní role                                                |

### Divadlo
- 2009: Inches Apart jako Lee (Theatre 503, London - Winner of Theatre 503 / Old Vic New Voices Award) [1]
- 2010: Spring Storm jako Arthur (The National Theatre, London)[2]
- 2010: Beyond the Horizon jako Robert (The National Theatre, London)[3]
- 2011: Million Dollar Quartet (musical) jako Elvis Presley (Original London Company - Noël Coward Theatre, West End)[4]
- 2012: The Intervention jako Jed (Assembly Rooms, Edinburgh)
- 2012: The Great Gatsby jako Jay Gatsby (Wilton 's Music Hall, Londýn)[5]

## Hudba

### Studiové album
- Mongrels (2017)
- Graveracer (2020)

### EP
- "Feed The Flames" [6]
- "Knots" [7]

### Skladby
- „The Bells Still Ring“ [8]
- „Scars“